# ۱۰ (پیش از میلاد)
۱۰ (پیش از میلاد) دهمین سال قبل از تقویم میلادی است.

## زادگان
- ۱ اوت - کلودیوس امپراتور روم